# Сапёрное поле
Сапёрное поле — историческая местность Киева. Расположена в месте пролегания улицы Сапёрное поле, части улиц Павла Загребельного и Академика Филатова. Прилегает к местностям Новое Строение, Сапёрная слободка, Чёрная гора и Печерск. Название происходит от Сапёрного батальона, который дислоцировался неподалёку от этой местности в XIX — начале XX столетия.

## История
Сапёрное поле возникло на месте полигона, существовавшего здесь с середины XIX века, на пути, соединяющем место дислокации Сапёрного батальона с местностью Сапёрная слободка. Название «Сапёрное поле» впервые зафиксировано в 1913 году. После ликвидации полигона в период с 1920 по 1950 годы здесь сформировалась малоэтажная застройка усадебного типа. В течение 1960-70-х годов местность в значительной степени перепланирована, возведены 5-этажные и 9-этажные жилые дома, а также промышленные предприятия.

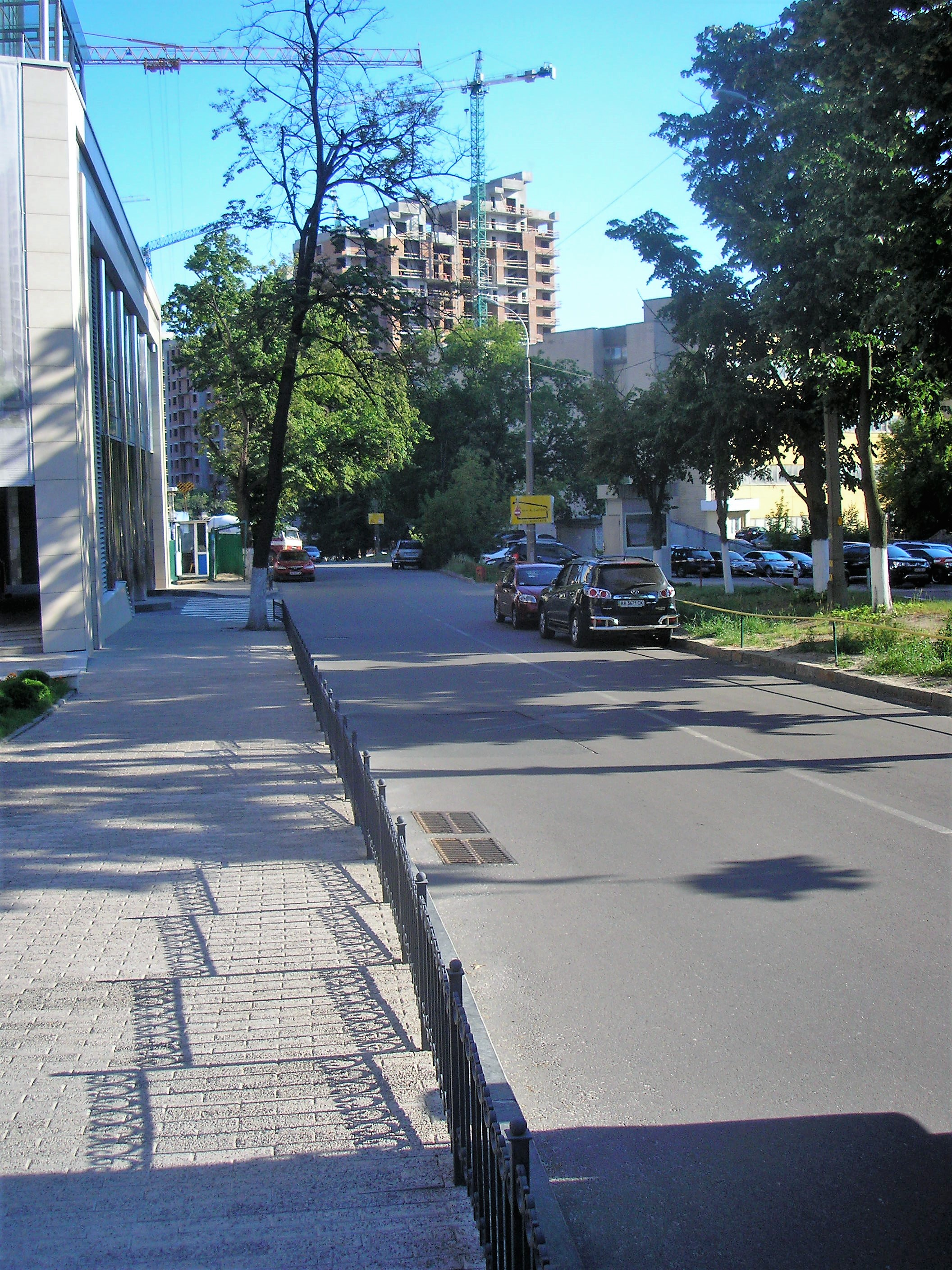
Киев, улица Сапёрное Поле